# Самбука Пистойезе
Самбу̀ка Пистойѐзе (на италиански: Sambuca Pistoiese) е община в Централна Италия, провинция Пистоя, регион Тоскана. Административен център на общината е село Тавиано (Taviano), което е разположено на 504 m надморска височина. Населението на общината е 1588 души (към 2018 г.).